# Пау-д’Арку-ду-Пиауи

Пау-д’Арку-ду-Пиауи на карте штата.

Пау-д’Арку-ду-Пиауи (порт. Pau D'Arco do Piauí) — муниципалитет в Бразилии, входит в штат Пиауи. Составная часть мезорегиона Северо-центральная часть штата Пиауи. Входит в экономико-статистический микрорегион Терезина. Население составляет 3757 человек на 2010 год. Занимает площадь 430,817 км². Плотность населения — 8,72 чел./км².

## Демография
Согласно сведениям, собранным в ходе переписи 2010 г. Национальным институтом географии и статистики (IBGE), население муниципалитета составляет:
| Полное население                               | Полное население                               | Полное население                               | Полное население                               | 3757  |
| ---------------------------------------------- | ---------------------------------------------- | ---------------------------------------------- | ---------------------------------------------- | ----- |
| в том числе:                                   | Городское население                            | 556                                            | Процент городского населения, %                | 14,80 |
|                                                | Сельское население                             | 3201                                           | Процент сельского населения, %                 | 85,20 |
|                                                | Мужское население                              | 1935                                           | Процент мужского населения, %                  | 51,50 |
|                                                | Женское население                              | 1822                                           | Процент женского населения, %                  | 48,50 |
| Плотность населения, чел/км²                   | Плотность населения, чел/км²                   | Плотность населения, чел/км²                   | Плотность населения, чел/км²                   | 8,72  |
| Население муниципалитета в % к населению штата | Население муниципалитета в % к населению штата | Население муниципалитета в % к населению штата | Население муниципалитета в % к населению штата | 0,12  |

По данным оценки 2016 года, население муниципалитета составляет 3937 жителей.

## Статистика
- Валовой внутренний продукт на 2003 год составляет 7 728 979,00 реалов (данные: Бразильский институт географии и статистики).
- Валовой внутренний продукт на душу населения на 2003 год составляет 2478,03 реалов (данные: Бразильский институт географии и статистики).